# Morti nel 1791
| Questa pagina contiene informazioni ricavate automaticamente dalle voci biografiche con l'ausilio del template Bio e di un bot. L'aggiornamento è periodico e automatico e ricostruisce completamente la pagina. Se manca una persona in questa lista, sei pregato di non aggiungerla, ma accertati piuttosto che la sua voce biografica contenga il template Bio e che i dati anagrafici siano correttamente compilati. Se il template Bio manca, inseriscilo tu stesso o, in alternativa, metti l'avviso {{tmp\|Bio}} che ne segnala la mancanza. Se i dati riportati sono sbagliati, correggi direttamente la voce biografica; le modifiche saranno visibili in questa lista entro pochi giorni. Per chiarimenti vedi il progetto biografie. La lista contiene solo le 120 persone che sono citate nell'enciclopedia e per le quali è stato implementato correttamente il template Bio. Pagina aggiornata al 10 lug 2025. |

## Gennaio(8)
- 4 gennaio - Étienne Maurice Falconet, scultore francese (n. 1716)
- 4 gennaio - Pier Francesco Grimaldi, doge (n. 1715)
- 11 gennaio - Guido Ferrari, storico e poeta italiano (n. 1717)
- 13 gennaio - Ugone Papé di Valdina, vescovo cattolico italiano (n. 1724)
- 14 gennaio - Girolamo Ascanio Giustinian, politico e diplomatico italiano (n. 1721)
- 14 gennaio - Jakov Borisovič Knjažnin, traduttore e drammaturgo russo (n. 1740)
- 21 gennaio - Antonio De Gennaro, nobile e letterato italiano (n. 1717)
- 25 gennaio - Giovanni Pichler, incisore italiano (n. 1734)

## Febbraio(8)
- 5 febbraio - John Beard, tenore inglese
- 7 febbraio - Nicolas-François Gillet, scultore francese (n. 1712)
- 13 febbraio - Çelebizade Şerif Hasan Pascià, politico ottomano
- 16 febbraio - Richard d'Alton, generale austriaco
- 18 febbraio - Honoré Guibert, ebanista e scultore francese (n. 1720)
- 18 febbraio - Federica Carolina di Sassonia-Coburgo-Saalfeld, principessa (n. 1735)
- 19 febbraio - Pierantonio Serassi, filologo, letterato e presbitero italiano (n. 1721)
- 25 febbraio - Vincent Ogé, mercante e attivista francese (n. 1755)

## Marzo(9)
- 2 marzo - John Wesley, teologo inglese (n. 1703)
- 6 marzo - Luigi del Giudice, arcivescovo cattolico italiano (n. 1709)
- 9 marzo - Jean-André Venel, medico svizzero (n. 1740)
- 11 marzo - Francesco Paolo Perremuto, arcivescovo cattolico italiano (n. 1732)
- 13 marzo - Pierre-François-Xavier de Reboul de Lambert, vescovo cattolico francese (n. 1704)
- 15 marzo - Pierre-François Muyart de Vouglans, avvocato e giurista francese (n. 1713)
- 15 marzo - Antonino Valsecchi, teologo, predicatore e religioso italiano (n. 1708)
- 22 marzo - Carlo Besozzi, oboista e compositore italiano (n. 1738)
- 26 marzo - Ivan Ivanovič Lobanov-Rostov, nobile e ufficiale russo (n. 1731)

## Aprile(4)
- 2 aprile - Honoré Gabriel Riqueti de Mirabeau, politico, scrittore e diplomatico francese (n. 1749)
- 3 aprile - John Berkenhout, fisico, naturalista e scrittore britannico (n. 1726)
- 15 aprile - Alexander Garden, botanico e medico scozzese (n. 1730)
- 24 aprile - Benjamin Harrison V, politico statunitense (n. 1726)

## Maggio(10)
- 3 maggio - Luigi Francesco di Monteynard, generale e politico francese (n. 1713)
- 5 maggio - Pierre-Thomas-Nicolas Hurtaut, scrittore e storico francese (n. 1719)
- 9 maggio - Francis Hopkinson, scrittore, musicista e avvocato statunitense (n. 1737)
- 14 maggio - Francesca Lebrun, cantante lirica e compositrice tedesca (n. 1756)
- 15 maggio - Marie-Thérèse de La Ferté-Imbault, francese (n. 1715)
- 23 maggio - Pëtr Nikitič Trubeckoj, politico e scrittore russo (n. 1724)
- 26 maggio - Pieter Hendrik Reynst, ammiraglio olandese (n. 1723)
- 26 maggio - Joseph Philipp Franz von Spaur, vescovo cattolico austriaco (n. 1718)
- 27 maggio - Bernardo Gigli, circense italiano (n. 1726)
- 31 maggio - Emanuel Mendez da Costa, botanico, naturalista e filosofo inglese (n. 1717)

## Giugno(8)
- 1º giugno - Maria Petraccini, medico italiana (n. 1759)
- 2 giugno - Pierre Victor de Besenval de Brünstatt, generale francese (n. 1721)
- 5 giugno - Giuseppe Antonio Ghedini, pittore e architetto italiano (n. 1707)
- 17 giugno - Selina Shirley, nobildonna e religiosa inglese (n. 1707)
- 22 giugno - Giuseppe Antonio Landi, architetto, pittore e disegnatore italiano (n. 1713)
- 22 giugno - Catharine Macaulay, storica britannica (n. 1731)
- 27 giugno - Johann Heinrich Merck, scrittore e letterato tedesco (n. 1741)
- 30 giugno - Jean-Baptiste Descamps, scrittore e pittore francese (n. 1714)

## Luglio(6)
- 2 luglio - Søren Abildgaard, pittore danese (n. 1718)
- 9 luglio - Jacques-Nicolas Tardieu, incisore francese (n. 1716)
- 11 luglio - Giovanni de Gregorio, cardinale italiano (n. 1729)
- 14 luglio - Pietro Belly, militare e ingegnere italiano (n. 1731)
- 14 luglio - Joseph Gaertner, botanico tedesco (n. 1732)
- 17 luglio - Joachim Georg Darjes, filosofo, giurista e economista tedesco (n. 1714)

## Agosto(10)
- 2 agosto - Luisa Federica di Württemberg, duchessa (n. 1722)
- 7 agosto - Giovanni Federico Alessandro di Wied-Neuwied, conte (n. 1706)
- 12 agosto - Isabella Young, mezzosoprano e organista britannica
- 21 agosto - Giovanni Benedetto Giovanelli, politico italiano (n. 1726)
- 22 agosto - Johann David Michaelis, teologo e orientalista tedesco (n. 1717)
- 22 agosto - Giustiniana Wynne, scrittrice italiana (n. 1737)
- 23 agosto - Jeanne de Saint-Rémy de Valois, nobildonna francese (n. 1756)
- 25 agosto - Pietro Domenico Paradies, compositore italiano (n. 1707)
- 29 agosto - Michelangelo Castellazzi, architetto italiano (n. 1736)
- 31 agosto - Fëdor Fëdorovič Ščerbatov, generale e principe russo (n. 1729)

## Settembre(6)
- 2 settembre - František Kočvara, violista, contrabbassista e compositore ceco
- 4 settembre - Daniel Nettelbladt, giurista tedesco (n. 1719)
- 17 settembre - Tomás de Iriarte, poeta, drammaturgo e traduttore spagnolo (n. 1750)
- 23 settembre - Carl von Gontard, architetto tedesco (n. 1731)
- 25 settembre - William Bradford, editore e militare statunitense (n. 1719)
- 27 settembre - William Craven, VI barone Craven, nobile inglese (n. 1738)

## Ottobre(12)
- 2 ottobre - George Gordon, nobile scozzese (n. 1764)
- 3 ottobre - Guido Antonio Zanetti, numismatico italiano (n. 1741)
- 6 ottobre - Maria Francesca delle Cinque Piaghe, religiosa italiana (n. 1715)
- 10 ottobre - Christian Friedrich Daniel Schubart, poeta, scrittore e compositore tedesco (n. 1739)
- 11 ottobre - Pasquale Navone, scultore italiano (n. 1746)
- 11 ottobre - Giovanni Francesco Salvemini, matematico e astronomo italiano (n. 1709)
- 12 ottobre - Anna Luise Karsch, poetessa tedesca (n. 1722)
- 16 ottobre - Grigorij Aleksandrovič Potëmkin, militare e politico russo (n. 1739)
- 18 ottobre - João de Loureiro, religioso portoghese (n. 1710)
- 19 ottobre - Giambattista Gherardo d'Arco, economista e letterato italiano (n. 1739)
- 26 ottobre - Joseph Sperges, avvocato e diplomatico austriaco (n. 1725)
- 29 ottobre - Giuseppe Davia, ingegnere militare e matematico italiano (n. 1710)

## Novembre(9)
- 7 novembre - Dutty Boukman, condottiero e sacerdote haitiano
- 9 novembre - Johann Heinrich Justus Köppen, filologo tedesco (n. 1755)
- 9 novembre - Giuseppe Rabazzi, fantino italiano (n. 1715)
- 13 novembre - Camillo Bonioli, chirurgo italiano (n. 1729)
- 19 novembre - Thomas Howard, III conte di Effingham, nobile e politico britannico (n. 1746)
- 20 novembre - Friedrich Wilhelm von Raison, politico e educatore tedesco (n. 1726)
- 21 novembre - Giovanni Attilio Arnolfini, scrittore e idrologo italiano (n. 1733)
- 25 novembre - Giovanni Battista Ferrandini, compositore italiano
- 25 novembre - Jean-Claude Richard de Saint-Non, incisore, disegnatore e umanista francese (n. 1727)

## Dicembre(8)
- 3 dicembre - Christian Georg Schütz, pittore e disegnatore tedesco (n. 1718)
- 5 dicembre - Wolfgang Amadeus Mozart, compositore austriaco (n. 1756)
- 8 dicembre - Paolo Yun Ji-chung, beato coreano (n. 1759)
- 12 dicembre - Etteilla, esoterista francese (n. 1738)
- 27 dicembre - John Cruger, Jr., politico statunitense (n. 1710)
- 28 dicembre - Amedeo Svajer, mercante tedesco (n. 1727)
- 30 dicembre - Jiří Ignác Linek, compositore e insegnante ceco (n. 1725)
- 30 dicembre - Agostino Tana, drammaturgo, poeta e scrittore italiano (n. 1745)

## Senza giorno specificato(22)
- John Alcock, organista inglese (n. 1740)
- Alessandro di Georgia, principe georgiano (n. 1726)
- Giacomo Giorgio Angaran, politico italiano (n. 1740)
- Muhammad Baqir Behbahani, teologo e giurista persiano (n. 1706)
- Cassiano Beligatti, religioso e missionario italiano (n. 1708)
- Allan Stewart, rivoluzionario scozzese (n. 1711)
- Callinico IV di Costantinopoli, arcivescovo ortodosso greco (n. 1713)
- Ermenegildo Costantini, pittore italiano (n. 1731)
- Marcello Durazzo, doge (n. 1710)
- Pierre-Étienne Falconet, pittore francese (n. 1741)
- Ignazio Galletti, architetto italiano (n. 1726)
- François-Thomas Germain, artista francese (n. 1726)
- Ange Goudar, avventuriero e scrittore francese (n. 1708)
- Yosep IV Hindi (n. 1726)
- Ippitsusai Bunchō, pittore e incisore giapponese
- Joseph Barthélémy Le Bouteux, pittore francese (n. 1742)
- Agostino Lomellini, doge (n. 1709)
- Antonio Marchetti, architetto italiano (n. 1724)
- Richard Price, filosofo britannico (n. 1723)
- Matteo Rauzzini, compositore italiano (n. 1754)
- Caspar Stoll, entomologo e disegnatore olandese
- Antoine de Vignerot du Plessis, generale e nobile francese (n. 1736)